# Europarlamentari della IV legislatura
Gli europarlamentari della IV legislatura, eletti a seguito delle elezioni europee del 1994, sono stati i seguenti.

## Composizione storica
| Europarlamentare                       | Stato       | Lista                                                       | Gruppo |
| -------------------------------------- | ----------- | ----------------------------------------------------------- | ------ |
| Gérard d'Aboville                      | Francia     | UDF-RPR (RPR)                                               | ADE    |
| Gordon J. Adam                         | Regno Unito | Partito Laburista                                           | PSE    |
| Magda Aelvoet                          | Belgio      | Agalev                                                      | GV     |
| Maria Adelaide Aglietta                | Italia      | Federazione dei Verdi                                       | GV     |
| Nuala Ahern                            | Irlanda     | Partito Verde                                               | GV     |
| Sylviane Ainardi                       | Francia     | Partito Comunista Francese                                  | GUE    |
| Alexandros Alavanos                    | Grecia      | Coalizione della Sinistra, dei Movimenti e dell'Ecologia    | GUE    |
| Siegbert Alber                         | Germania    | Unione Cristiano-Democratica di Germania                    | PPE    |
| Blaise Aldo                            | Francia     | UDF-RPR (RPR)                                               | ADE    |
| Amedeo Amadeo                          | Italia      | Alleanza Nazionale                                          | NI     |
| Georgios Anastassopoulos               | Grecia      | Nuova Democrazia                                            | PPE    |
| Hedy d'Ancona                          | Paesi Bassi | Partito del Lavoro                                          | PSE    |
| Anne André-Léonard                     | Belgio      | Partito Riformatore Liberale                                | ELDR   |
| Niall Andrews                          | Irlanda     | Fianna Fáil                                                 | ADE    |
| Roberta Angelilli                      | Italia      | Alleanza Nazionale                                          | NI     |
| Julio Añoveros Trias de Bes            | Spagna      | Partito Popolare                                            | PPE    |
| Bernard Antony                         | Francia     | Fronte Nazionale                                            | NI     |
| Pedro Aparicio Sánchez                 | Spagna      | Partito Socialista Operaio Spagnolo                         | PSE    |
| José Apolinário                        | Portogallo  | Partito Socialista                                          | PSE    |
| María Jesús Aramburu del Río           | Spagna      | Sinistra Unita (IU-IC)                                      | GUE    |
| Javier Areitio Toledo                  | Spagna      | Partito Popolare                                            | PPE    |
| Stelios Argyros                        | Grecia      | Nuova Democrazia                                            | PPE    |
| Miguel Arias Cañete                    | Spagna      | Partito Popolare                                            | PPE    |
| Aldo Arroni                            | Italia      | Forza Italia                                                | FE     |
| Corrado Augias                         | Italia      | Partito Democratico della Sinistra                          | PSE    |
| Paraskevas Avgerinos                   | Grecia      | Movimento Socialista Panellenico                            | PSE    |
| Claudio Azzolini                       | Italia      | Forza Italia                                                | FE     |
| Jean Baggioni                          | Francia     | UDF-RPR (RPR)                                               | ADE    |
| Francesco Baldarelli                   | Italia      | Partito Democratico della Sinistra                          | PSE    |
| Monica Stefania Baldi                  | Italia      | Forza Italia                                                | FE     |
| Valerio Baldini                        | Italia      | Forza Italia                                                | FE     |
| Richard A. Balfe                       | Regno Unito | Partito Laburista                                           | PSE    |
| Mary Elizabeth Banotti                 | Irlanda     | Fine Gael                                                   | PPE    |
| Otto Bardong                           | Germania    | Unione Cristiano-Democratica di Germania                    | PPE    |
| Enrique Barón Crespo                   | Spagna      | Partito Socialista Operaio Spagnolo                         | PSE    |
| José Barros Moura                      | Portogallo  | Partito Socialista                                          | PSE    |
| Roger Barton                           | Regno Unito | Partito Laburista                                           | PSE    |
| Roberto Barzanti                       | Italia      | Partito Democratico della Sinistra                          | PSE    |
| Dominique Baudis                       | Francia     | UDF-RPR (UDF/CDS)                                           | PPE    |
| Jean-Pierre Bazin                      | Francia     | UDF-RPR (RPR)                                               | ADE    |
| Jean-Pierre Bebear                     | Francia     | UDF-RPR (UDF/PR)                                            | PPE    |
| Spalato Bellerè                        | Italia      | Alleanza Nazionale                                          | NI     |
| Francisca Bennasar Tous                | Spagna      | Partito Popolare                                            | PPE    |
| Rolf Berend                            | Germania    | Unione Cristiano-Democratica di Germania                    | PPE    |
| Pervenche Berès                        | Francia     | Partito Socialista                                          | PSE    |
| Pierre Bernard-Reymond                 | Francia     | UDF-RPR (UDF/CDS)                                           | PPE    |
| Antoine-François Bernardini            | Francia     | Partito Socialista                                          | PSE    |
| Jan Willem Bertens                     | Paesi Bassi | Democratici 66                                              | ELDR   |
| Georges Berthu                         | Francia     | Maggioranza per l'Altra Europa                              | EN     |
| Fausto Bertinotti                      | Italia      | Rifondazione Comunista                                      | GUE    |
| Gerardo Bianco                         | Italia      | Partito Popolare Italiano                                   | PPE    |
| Angela Theodora Billingham             | Regno Unito | Partito Laburista                                           | PSE    |
| Leonie G.L. van Bladel                 | Paesi Bassi | Partito del Lavoro                                          | PSE    |
| Freddy Blak                            | Danimarca   | Socialdemocratici                                           | PSE    |
| Undine-Uta Bloch Von Blottnitz         | Germania    | Alleanza 90/I Verdi                                         | GV     |
| Johannes Blokland                      | Paesi Bassi | SGP - GPV - RPF                                             | EN     |
| Yvan M. Blot                           | Francia     | Fronte Nazionale                                            | NI     |
| Reimer Böge                            | Germania    | Unione Cristiano-Democratica di Germania                    | PPE    |
| Jens-Peter Bonde                       | Danimarca   | Movimento di Giugno                                         | EN     |
| Gian Piero Boniperti                   | Italia      | Forza Italia                                                | FE     |
| Rinaldo Bontempi                       | Italia      | Partito Democratico della Sinistra                          | PSE    |
| Johanna L.A. Boogerd-Quaak             | Paesi Bassi | Democratici 66                                              | ELDR   |
| Umberto Bossi                          | Italia      | Lega Nord                                                   | ELDR   |
| Gerhard Botz                           | Germania    | Partito Socialdemocratico di Germania                       | PSE    |
| Jean-Louis Bourlanges                  | Francia     | UDF-RPR (UDF)                                               | PPE    |
| David Robert Bowe                      | Regno Unito | Partito Laburista                                           | PSE    |
| Frédérique Bredin                      | Francia     | Partito Socialista                                          | PSE    |
| Georges de Brémond d'Ars               | Francia     | UDF-RPR (UDF)                                               | PPE    |
| Hiltrud Breyer                         | Germania    | Alleanza 90/I Verdi                                         | GV     |
| Laurens Jan Brinkhorst                 | Paesi Bassi | Democratici 66                                              | ELDR   |
| Elmar Brok                             | Germania    | Unione Cristiano-Democratica di Germania                    | PPE    |
| Giovanni Burtone                       | Italia      | Partito Popolare Italiano                                   | PPE    |
| Jesús Cabezón Alonso                   | Spagna      | Partito Socialista Operaio Spagnolo                         | PSE    |
| Christian E.A. Cabrol                  | Francia     | UDF-RPR (RPR)                                               | ADE    |
| Ernesto Caccavale                      | Italia      | Forza Italia                                                | FE     |
| Luigi Caligaris                        | Italia      | Forza Italia                                                | FE     |
| António Campos                         | Portogallo  | Partito Socialista                                          | PSE    |
| Luis Campoy Zueco                      | Spagna      | Partito Popolare                                            | PPE    |
| António Capucho                        | Portogallo  | Partito Social Democratico                                  | ELDR   |
| Carlos Carnero González                | Spagna      | Sinistra Unita                                              | GUE    |
| Pierre Carniti                         | Italia      | Partito Democratico della Sinistra                          | PSE    |
| Hélène Carrère d'Encausse              | Francia     | UDF-RPR (RPR)                                               | ADE    |
| Carlo Casini                           | Italia      | Partito Popolare Italiano                                   | PPE    |
| Pier Ferdinando Casini                 | Italia      | Forza Italia (CCD)                                          | FE     |
| Bryan M.D. Cassidy                     | Regno Unito | Partito Conservatore                                        | PPE    |
| Bernard Castagnède                     | Francia     | Energia Radicale                                            | ARE    |
| Pierluigi Castagnetti                  | Italia      | Partito Popolare Italiano                                   | PPE    |
| Luciana Castellina                     | Italia      | Rifondazione Comunista                                      | GUE    |
| Frits Castricum                        | Paesi Bassi | Partito del Lavoro                                          | PSE    |
| Gérard Caudron                         | Francia     | Partito Socialista                                          | PSE    |
| Marco Cellai                           | Italia      | Alleanza Nazionale                                          | NI     |
| Raphaël M.G. Chanterie                 | Belgio      | Partito Popolare Cristiano                                  | PPE    |
| Raymond Chesa                          | Francia     | UDF-RPR (RPR)                                               | ADE    |
| Giles Chichester                       | Regno Unito | Partito Conservatore                                        | PPE    |
| Efthymios Christodoulou                | Grecia      | Nuova Democrazia                                            | PPE    |
| Kenneth Coates                         | Regno Unito | Partito Laburista                                           | PSE    |
| Daniel Cohn-Bendit                     | Germania    | Alleanza 90/I Verdi                                         | GV     |
| Luigi Alberto Colajanni                | Italia      | Partito Democratico della Sinistra                          | PSE    |
| Juan Luis Colino Salamanca             | Spagna      | Partito Socialista Operaio Spagnolo                         | PSE    |
| Ombretta Colli                         | Italia      | Forza Italia                                                | FE     |
| Gerard Collins                         | Irlanda     | Fianna Fáil                                                 | ADE    |
| Kenneth D. Collins                     | Regno Unito | Partito Laburista                                           | PSE    |
| Maria Paola Colombo Svevo              | Italia      | Partito Popolare Italiano                                   | PPE    |
| Joan Colom i Naval                     | Spagna      | Partito Socialista Operaio Spagnolo                         | PSE    |
| Petrus A.M. Cornelissen                | Paesi Bassi | Appello Cristiano Democratico                               | PPE    |
| John Alexander Corrie                  | Regno Unito | Partito Conservatore                                        | PPE    |
| Carlos Costa Neves                     | Portogallo  | Partito Social Democratico                                  | ELDR   |
| Jean-Pierre Cot                        | Francia     | Partito Socialista                                          | PSE    |
| Pat Cox                                | Irlanda     | -                                                           | ELDR   |
| Peter Duncan Crampton                  | Regno Unito | Partito Laburista                                           | PSE    |
| Baroness Christine M. Crawley          | Regno Unito | Partito Laburista                                           | PSE    |
| Brian Crowley                          | Irlanda     | Fianna Fáil                                                 | ADE    |
| Arlindo Cunha                          | Portogallo  | Partito Social Democratico                                  | ELDR   |
| Tony A. Cunningham                     | Regno Unito | Partito Laburista                                           | PSE    |
| John Walls Cushnahan                   | Irlanda     | Fine Gael                                                   | PPE    |
| Giampaolo D'Andrea                     | Italia      | Partito Popolare Italiano                                   | PPE    |
| Alessandro Danesin                     | Italia      | Forza Italia                                                | FE     |
| Pieter Dankert                         | Paesi Bassi | Partito del Lavoro                                          | PSE    |
| Danielle Darras                        | Francia     | Partito Socialista                                          | PSE    |
| Michel J.M. Dary                       | Francia     | Energia Radicale                                            | ARE    |
| Katerina Daskalaki                     | Grecia      | Primavera Politica                                          | ADE    |
| Wayne David                            | Regno Unito | Partito Laburista                                           | PSE    |
| Willy C.E.H. De Clercq                 | Belgio      | Liberali e Democratici Fiamminghi                           | ELDR   |
| Philippe C. De Coene                   | Belgio      | Partito Socialista Differente                               | PSE    |
| Francis Decourrière                    | Francia     | UDF-RPR (UDF/PSD)                                           | PPE    |
| Laura De Esteban Martin                | Spagna      | Partito Popolare                                            | PPE    |
| Biagio De Giovanni                     | Italia      | Partito Democratico della Sinistra                          | PSE    |
| Mercedes de la Merced                  | Spagna      | Partito Popolare                                            | PPE    |
| Gianfranco Dell'Alba                   | Italia      | Lista Marco Pannella                                        | ARE    |
| Stefano De Luca                        | Italia      | Forza Italia                                                | FE     |
| Eurico De Melo                         | Portogallo  | Partito Social Democratico                                  | ELDR   |
| Gérard Deprez                          | Belgio      | Partito Sociale Cristiano                                   | PPE    |
| Claude J.-M.J. Desama                  | Belgio      | Partito Socialista                                          | PSE    |
| Gijs M. De Vries                       | Paesi Bassi | Partito Popolare per la Libertà e la Democrazia             | ELDR   |
| Carmen Díez de Rivera Icaza            | Spagna      | Partito Socialista Operaio Spagnolo                         | PSE    |
| Nel van Dijk                           | Paesi Bassi | Sinistra Verde                                              | GV     |
| Karel Dillen                           | Belgio      | Blocco Fiammingo                                            | NI     |
| Giorgos Dimitrakopoulos                | Grecia      | Nuova Democrazia                                            | PPE    |
| Pietro Antonio Di Prima                | Italia      | Forza Italia                                                | FE     |
| Mireille Conception Domenech           | Francia     | Partito Comunista Francese                                  | GUE    |
| Jacques Donnay                         | Francia     | UDF-RPR (RPR)                                               | ADE    |
| Alan John Donnelly                     | Regno Unito | Partito Laburista                                           | PSE    |
| Brendan Patrick Donnelly               | Regno Unito | Partito Conservatore                                        | PPE    |
| Bárbara Dührkop                        | Spagna      | Partito Socialista Operaio Spagnolo                         | PSE    |
| Raymonde Dury                          | Belgio      | Partito Socialista                                          | PSE    |
| Lone Dybkjær                           | Danimarca   | Sinistra Radicale                                           | ELDR   |
| Michl Ebner                            | Italia      | Südtiroler Volkspartei                                      | PPE    |
| Doeke Eisma                            | Paesi Bassi | Democratici 66                                              | ELDR   |
| James Elles                            | Regno Unito | Partito Conservatore                                        | PPE    |
| Michael N. Elliott                     | Regno Unito | Partito Laburista                                           | PSE    |
| Vassilis Ephremidis                    | Grecia      | Partito Comunista di Grecia                                 | GUE    |
| José Antonio Escudero                  | Spagna      | Partito Popolare                                            | PPE    |
| María Teresa Estevan Bolea             | Spagna      | Partito Popolare                                            | PPE    |
| Robert Evans                           | Regno Unito | Partito Laburista                                           | PSE    |
| Winifred M. Ewing                      | Regno Unito | Partito Nazionale Scozzese                                  | ARE    |
| Juan Manuel Fabra Vallés               | Spagna      | Partito Popolare                                            | PPE    |
| Hervé Fabre-Aubrespy                   | Francia     | Maggioranza per l'Altra Europa                              | EN     |
| Alexander C. Falconer                  | Regno Unito | Partito Laburista                                           | PSE    |
| Giulio Fantuzzi                        | Italia      | Partito Democratico della Sinistra                          | PSE    |
| Gipo Farassino                         | Italia      | Lega Nord                                                   | ELDR   |
| Raimondo Fassa                         | Italia      | Lega Nord                                                   | ELDR   |
| Ben Fayot                              | Lussemburgo | Partito Operaio Socialista Lussemburghese                   | PSE    |
| Markus Ferber                          | Germania    | Unione Cristiano-Sociale in Baviera                         | PPE    |
| Daniel Féret                           | Belgio      | Fronte Nazionale                                            | NI     |
| Gerardo Fernández-Albor                | Spagna      | Partito Popolare                                            | PPE    |
| Fernando Fernández Martín              | Spagna      | Partito Popolare                                            | PPE    |
| Concepció Ferrer                       | Spagna      | Convergenza e Unione (Unione Democratica di Catalogna)      | PPE    |
| Enrico Ferri                           | Italia      | Partito Socialista Democratico Italiano                     | NI     |
| Livio Filippi                          | Italia      | Patto Segni                                                 | PPE    |
| Gianfranco Fini                        | Italia      | Alleanza Nazionale                                          | NI     |
| James (Jim) Fitzsimons                 | Irlanda     | Fianna Fáil                                                 | ADE    |
| Karl-Heinz Florenz                     | Germania    | Unione Cristiano-Democratica di Germania                    | PPE    |
| Luigi Andrea Florio                    | Italia      | Forza Italia                                                | FE     |
| Nicole Fontaine                        | Francia     | UDF-RPR (UDF)                                               | PPE    |
| Alessandro Fontana                     | Italia      | Forza Italia (CCD)                                          | FE     |
| Glyn Ford                              | Regno Unito | Partito Laburista                                           | PSE    |
| Marco Formentini                       | Italia      | Lega Nord                                                   | ELDR   |
| Antoinette Fouque                      | Francia     | Energia Radicale                                            | ARE    |
| Carmen Fraga Estévez                   | Spagna      | Partito Popolare                                            | PPE    |
| Ingo Friedrich                         | Germania    | Unione Cristiano-Sociale in Baviera                         | PPE    |
| Manuela Frutos Gama                    | Spagna      | Partito Socialista Operaio Spagnolo                         | PSE    |
| Honor Funk                             | Germania    | Unione Cristiano-Democratica di Germania                    | PPE    |
| Gerardo Galeote                        | Spagna      | Partito Popolare                                            | PPE    |
| Pat The Cope Gallagher                 | Irlanda     | Fianna Fáil                                                 | ADE    |
| Yves A.R. Galland                      | Francia     | UDF-RPR (UDF/RAD)                                           | ELDR   |
| Ludivina García Arias                  | Spagna      | Partito Socialista Operaio Spagnolo                         | PSE    |
| José Manuel García-Margallo y Marfil   | Spagna      | Partito Popolare                                            | PPE    |
| Riccardo Garosci                       | Italia      | Forza Italia                                                | FE     |
| Salvador Garriga Polledo               | Spagna      | Partito Popolare                                            | PPE    |
| Carles-Alfred Gasòliba i Böhm          | Spagna      | Convergenza e Unione (Convergenza Democratica di Catalogna) | ELDR   |
| Charles De Gaulle                      | Francia     | Maggioranza per l'Altra Europa                              | EN     |
| Evelyne Gebhardt                       | Germania    | Partito Socialdemocratico di Germania                       | PSE    |
| Fiorella Ghilardotti                   | Italia      | Partito Democratico della Sinistra                          | PSE    |
| Alan Leslie Gillis                     | Irlanda     | Fine Gael                                                   | PPE    |
| José María Gil-Robles Gil-Delgado      | Spagna      | Partito Popolare                                            | PPE    |
| José Girão Pereira                     | Portogallo  | CDS - Partito Popolare                                      | ADE    |
| Norbert Glante                         | Germania    | Partito Socialdemocratico di Germania                       | PSE    |
| Anne-Karin Glase                       | Germania    | Unione Cristiano-Democratica di Germania                    | PPE    |
| Lutz Goepel                            | Germania    | Unione Cristiano-Democratica di Germania                    | PPE    |
| Willi Görlach                          | Germania    | Partito Socialdemocratico di Germania                       | PSE    |
| Jean Gol                               | Belgio      | Partito Riformatore Liberale                                | ELDR   |
| Jimmy Goldsmith                        | Francia     | Maggioranza per l'Altra Europa                              | EN     |
| Bruno Gollnisch                        | Francia     | Fronte Nazionale                                            | NI     |
| Alfred Gomolka                         | Germania    | Unione Cristiano-Democratica di Germania                    | PPE    |
| Laura González Álvarez                 | Spagna      | Sinistra Unita                                              | GUE    |
| Antonio González Triviño               | Spagna      | Partito Socialista Operaio Spagnolo                         | PSE    |
| Friedrich-Wilhelm Graefe Zu Baringdorf | Germania    | Alleanza 90/I Verdi                                         | GV     |
| Antonio Graziani                       | Italia      | Partito Popolare Italiano                                   | PPE    |
| Pauline Green                          | Regno Unito | Partito Laburista                                           | PSE    |
| Lissy Gröner                           | Germania    | Partito Socialdemocratico di Germania                       | PSE    |
| Mathieu Grosch                         | Belgio      | Partito Cristiano Sociale                                   | PPE    |
| Françoise Grossetête                   | Francia     | UDF-RPR (UDF/PR)                                            | PPE    |
| Maren Günther                          | Germania    | Unione Cristiano-Sociale in Baviera                         | PPE    |
| Élisabeth Guigou                       | Francia     | Partito Socialista                                          | PSE    |
| Armelle Guinebertière                  | Francia     | UDF-RPR (RPR)                                               | ADE    |
| Antoni Gutiérrez Díaz                  | Spagna      | Sinistra Unita (IU-IC)                                      | GUE    |
| Lilli Gyldenkilde                      | Danimarca   | Partito Popolare Socialista                                 | GV     |
| Bertel Haarder                         | Danimarca   | Venstre                                                     | ELDR   |
| Otto Von Habsburg                      | Germania    | Unione Cristiano-Sociale in Baviera                         | PPE    |
| David John Alfred Hallam               | Regno Unito | Partito Laburista                                           | PSE    |
| Klaus Hänsch                           | Germania    | Partito Socialdemocratico di Germania                       | PSE    |
| José H.G. Happart                      | Belgio      | Partito Socialista                                          | PSE    |
| Veronica Mary Hardstaff                | Regno Unito | Partito Laburista                                           | PSE    |
| Lyndon H.A. Harrison                   | Regno Unito | Partito Laburista                                           | PSE    |
| Konstantinos Hatzidakis                | Grecia      | Nuova Democrazia                                            | PPE    |
| Jutta Haug                             | Germania    | Partito Socialdemocratico di Germania                       | PSE    |
| Renate Charlotte Heinisch              | Germania    | Unione Cristiano-Democratica di Germania                    | PPE    |
| Mark Phillip Hendrick                  | Regno Unito | Partito Laburista                                           | PSE    |
| Fernand H.J. Herman                    | Belgio      | Partito Sociale Cristiano                                   | PPE    |
| Marie-Thérèse Hermange                 | Francia     | UDF-RPR (RPR)                                               | ADE    |
| Robert E.V. Hersant                    | Francia     | UDF-RPR (UDF)                                               | PPE    |
| Philippe A.R. Herzog                   | Francia     | Partito Comunista Francese                                  | GUE    |
| Michael J. Hindley                     | Regno Unito | Partito Laburista                                           | PSE    |
| Magdalene Hoff                         | Germania    | Partito Socialdemocratico di Germania                       | PSE    |
| Karsten Friedrich Hoppenstedt          | Germania    | Unione Cristiano-Democratica di Germania                    | PPE    |
| Jean-François Hory                     | Francia     | Energia Radicale                                            | ARE    |
| Richard Howitt                         | Regno Unito | Partito Laburista                                           | PSE    |
| Stephen Hughes                         | Regno Unito | Partito Laburista                                           | PSE    |
| John Hume                              | Regno Unito | Partito Socialdemocratico e Laburista                       | PSE    |
| Liam Hyland                            | Irlanda     | Fianna Fáil                                                 | ADE    |
| Josu Jon Imaz San Miguel               | Spagna      | Partito Nazionalista Basco                                  | PPE    |
| Renzo Imbeni                           | Italia      | Partito Democratico della Sinistra                          | PSE    |
| Juan De Dios Izquierdo Collado         | Spagna      | Partito Socialista Operaio Spagnolo                         | PSE    |
| María Izquierdo Rojo                   | Spagna      | Partito Socialista Operaio Spagnolo                         | PSE    |
| Caroline Jackson                       | Regno Unito | Partito Conservatore                                        | PPE    |
| Christian Jacob                        | Francia     | UDF-RPR (RPR)                                               | ADE    |
| James L. Janssen van Raay              | Paesi Bassi | Appello Cristiano Democratico                               | PPE    |
| Georg Jarzembowski                     | Germania    | Unione Cristiano-Democratica di Germania                    | PPE    |
| Thierry B. Jean-Pierre                 | Francia     | Maggioranza per l'Altra Europa                              | EN     |
| Kirsten M. Jensen                      | Danimarca   | Socialdemocratici                                           | PSE    |
| Lis Jensen                             | Danimarca   | Movimento Popolare contro l'UE                              | EN     |
| Karin Jöns                             | Germania    | Partito Socialdemocratico di Germania                       | PSE    |
| Salvador Jové Peres                    | Spagna      | Sinistra Unita                                              | GUE    |
| Karin Junker                           | Germania    | Partito Socialdemocratico di Germania                       | PSE    |
| Nikītas Kaklamanīs                     | Grecia      | Primavera Politica                                          | ADE    |
| Giorgos Katiforis                      | Grecia      | Movimento Socialista Panellenico                            | PSE    |
| Edward T. Kellett-Bowman               | Regno Unito | Partito Conservatore                                        | PPE    |
| Hedwig Keppelhoff-Wiechert             | Germania    | Unione Cristiano-Democratica di Germania                    | PPE    |
| Hugh Kerr                              | Regno Unito | Partito Laburista                                           | PSE    |
| Marie-Paule (Mimi) Kestelijn-Sierens   | Belgio      | Liberali e Democratici Fiamminghi                           | ELDR   |
| Mark Killilea                          | Irlanda     | Fianna Fáil                                                 | ADE    |
| Heinz Kindermann                       | Germania    | Partito Socialdemocratico di Germania                       | PSE    |
| Glenys Kinnock                         | Regno Unito | Partito Laburista                                           | PSE    |
| Peter Kittelmann                       | Germania    | Unione Cristiano-Democratica di Germania                    | PPE    |
| Eva Kjer Hansen                        | Danimarca   | Venstre                                                     | ELDR   |
| Christa Klass                          | Germania    | Unione Cristiano-Democratica di Germania                    | PPE    |
| Konstadinos Klironomos                 | Grecia      | Movimento Socialista Panellenico                            | PSE    |
| Dieter-Lebrecht Koch                   | Germania    | Unione Cristiano-Democratica di Germania                    | PPE    |
| Niels Anker Kofoed                     | Danimarca   | Venstre                                                     | ELDR   |
| Angela Kokkola                         | Grecia      | Movimento Socialista Panellenico                            | PSE    |
| Christoph Konrad                       | Germania    | Unione Cristiano-Democratica di Germania                    | PPE    |
| Bernard Kouchner                       | Francia     | Partito Socialista                                          | PSE    |
| Ole Krarup                             | Danimarca   | Movimento Popolare contro l'UE                              | EN     |
| Constanze Krehl                        | Germania    | Partito Socialdemocratico di Germania                       | PSE    |
| Wolfgang Kreissl-Dörfler               | Germania    | Alleanza 90/I Verdi                                         | GV     |
| Frode Kristoffersen                    | Danimarca   | Partito Popolare Conservatore                               | PPE    |
| Wilfried Kuckelkorn                    | Germania    | Partito Socialdemocratico di Germania                       | PSE    |
| Annemarie Kuhn                         | Germania    | Partito Socialdemocratico di Germania                       | PSE    |
| Helmut Kuhne                           | Germania    | Partito Socialdemocratico di Germania                       | PSE    |
| Carlos Lage                            | Portogallo  | Partito Socialista                                          | PSE    |
| André Laignel                          | Francia     | Partito Socialista                                          | PSE    |
| Catherine Lalumière                    | Francia     | Energia Radicale                                            | ARE    |
| Giorgio La Malfa                       | Italia      | Partito Repubblicano Italiano                               | ELDR   |
| Irini Lambraki                         | Grecia      | Movimento Socialista Panellenico                            | PSE    |
| Panayotis Lambrias                     | Grecia      | Nuova Democrazia                                            | PPE    |
| Carl Lang                              | Francia     | Fronte Nazionale                                            | NI     |
| Jack M.E. Lang                         | Francia     | Partito Socialista                                          | PSE    |
| Bernd Lange                            | Germania    | Partito Socialdemocratico di Germania                       | PSE    |
| Werner Langen                          | Germania    | Unione Cristiano-Democratica di Germania                    | PPE    |
| Brigitte Langenhagen                   | Germania    | Unione Cristiano-Democratica di Germania                    | PPE    |
| Alexander Langer                       | Italia      | Federazione dei Verdi                                       | GV     |
| Paul A.A.J.G. Lannoye                  | Belgio      | Ecolo                                                       | GV     |
| Jessica Larive                         | Paesi Bassi | Partito Popolare per la Libertà e la Democrazia             | ELDR   |
| Jean-Marie Le Chevallier               | Francia     | Fronte Nazionale                                            | NI     |
| Jean-Yves R.R. Le Gallou               | Francia     | Fronte Nazionale                                            | NI     |
| Klaus-Heiner Lehne                     | Germania    | Unione Cristiano-Democratica di Germania                    | PPE    |
| Marlene Lenz                           | Germania    | Unione Cristiano-Democratica di Germania                    | PPE    |
| Giacomo Leopardi                       | Italia      | Forza Italia                                                | FE     |
| Jean-Marie Le Pen                      | Francia     | Fronte Nazionale                                            | NI     |
| Odile Leperre-Verrier                  | Francia     | Energia Radicale                                            | ARE    |
| Fernand Le Rachinel                    | Francia     | Fronte Nazionale                                            | NI     |
| Peter Liese                            | Germania    | Unione Cristiano-Democratica di Germania                    | PPE    |
| Giancarlo Ligabue                      | Italia      | Forza Italia                                                | FE     |
| Michèle Lindeperg                      | Francia     | Partito Socialista                                          | PSE    |
| Rolf Linkohr                           | Germania    | Partito Socialdemocratico di Germania                       | PSE    |
| Alfred Lomas                           | Regno Unito | Partito Laburista                                           | PSE    |
| Francisco António Lucas Pires          | Portogallo  | Partito Social Democratico                                  | ELDR   |
| Günter Lüttge                          | Germania    | Partito Socialdemocratico di Germania                       | PSE    |
| Astrid Lulling                         | Lussemburgo | Partito Popolare Cristiano Sociale                          | PPE    |
| Allan Macartney                        | Regno Unito | Partito Nazionale Scozzese                                  | ARE    |
| Arlene McCarthy                        | Regno Unito | Partito Laburista                                           | PSE    |
| John Joseph McCartin                   | Irlanda     | Fine Gael                                                   | PPE    |
| Michael McGowan                        | Regno Unito | Partito Laburista                                           | PSE    |
| Anne Caroline B. Mcintosh              | Regno Unito | Partito Conservatore                                        | PPE    |
| Patricia McKenna                       | Irlanda     | Partito Verde                                               | GV     |
| Hugh R. McMahon                        | Regno Unito | Partito Laburista                                           | PSE    |
| Edward Mcmillan-Scott                  | Regno Unito | Partito Conservatore                                        | PPE    |
| Eryl Margaret McNally                  | Regno Unito | Partito Laburista                                           | PSE    |
| Hanja Maij-Weggen                      | Paesi Bassi | Appello Cristiano Democratico                               | PPE    |
| Kurt Malangré                          | Germania    | Unione Cristiano-Democratica di Germania                    | PPE    |
| Franco Malerba                         | Italia      | Forza Italia                                                | FE     |
| Bernie Malone                          | Irlanda     | Partito Laburista                                           | PSE    |
| Noël Mamère                            | Francia     | Energia Radicale                                            | ARE    |
| Lucio Manisco                          | Italia      | Rifondazione Comunista                                      | GUE    |
| Erika Mann                             | Germania    | Partito Socialdemocratico di Germania                       | PSE    |
| Thomas Mann                            | Germania    | Unione Cristiano-Democratica di Germania                    | PPE    |
| Andrea Manzella                        | Italia      | Partito Democratico della Sinistra                          | PSE    |
| Marilena Marin                         | Italia      | Lega Nord                                                   | ELDR   |
| Luís Marinho                           | Portogallo  | Partito Socialista                                          | PSE    |
| Elena Marinucci                        | Italia      | PSI - AD (PSI)                                              | PSE    |
| Alfonso Luigi Marra                    | Italia      | Forza Italia                                                | FE     |
| Pedro Marset Campos                    | Spagna      | Sinistra Unita                                              | GUE    |
| Wilfried A.E. Martens                  | Belgio      | Partito Popolare Cristiano                                  | PPE    |
| David Martin                           | Regno Unito | Partito Laburista                                           | PSE    |
| Philippe-Armand Martin                 | Francia     | Maggioranza per l'Altra Europa                              | EN     |
| Jean-Claude Martinez                   | Francia     | Fronte Nazionale                                            | NI     |
| Graham Mather                          | Regno Unito | Partito Conservatore                                        | PPE    |
| Abel Matutes Juan                      | Spagna      | Partito Popolare                                            | PPE    |
| Xaver Mayer                            | Germania    | Unione Cristiano-Sociale in Baviera                         | PPE    |
| Manuel Medina Ortega                   | Spagna      | Partito Socialista Operaio Spagnolo                         | PSE    |
| Thomas Megahy                          | Regno Unito | Partito Laburista                                           | PSE    |
| Bruno Mégret                           | Francia     | Fronte Nazionale                                            | NI     |
| Íñigo Méndez De Vigo                   | Spagna      | Partito Popolare                                            | PPE    |
| José María Mendiluce Pereiro           | Spagna      | Partito Socialista Operaio Spagnolo                         | PSE    |
| Nélio Mendonça                         | Portogallo  | Partito Social Democratico                                  | ELDR   |
| Winfried Menrad                        | Germania    | Unione Cristiano-Democratica di Germania                    | PPE    |
| Alman Metten                           | Paesi Bassi | Partito del Lavoro                                          | PSE    |
| Roberto Mezzaroma                      | Italia      | Forza Italia                                                | FE     |
| Bill Miller                            | Regno Unito | Partito Laburista                                           | PSE    |
| Joaquim Miranda                        | Portogallo  | Coalizione Democratica Unitaria (PCP)                       | GUE    |
| Ana Miranda De Lage                    | Spagna      | Partito Socialista Operaio Spagnolo                         | PSE    |
| Peter Michael Mombaur                  | Germania    | Unione Cristiano-Democratica di Germania                    | PPE    |
| Fernando Moniz                         | Portogallo  | Partito Socialista                                          | PSE    |
| Manuel F. Monteiro                     | Portogallo  | CDS - Partito Popolare                                      | ADE    |
| Enrico Montesano                       | Italia      | Partito Democratico della Sinistra                          | PSE    |
| James Moorhouse                        | Regno Unito | Partito Conservatore                                        | PPE    |
| Fernando Morán López                   | Spagna      | Partito Socialista Operaio Spagnolo                         | PSE    |
| Gisèle M.H. Moreau                     | Francia     | Partito Comunista Francese                                  | GUE    |
| Luigi Moretti                          | Italia      | Lega Nord                                                   | ELDR   |
| Eluned Morgan                          | Regno Unito | Partito Laburista                                           | PSE    |
| David R. Morris                        | Regno Unito | Partito Laburista                                           | PSE    |
| Pierre Moscovici                       | Francia     | Partito Socialista                                          | PSE    |
| Marlies Mosiek-Urbahn                  | Germania    | Unione Cristiano-Democratica di Germania                    | PPE    |
| Nana Mouskouri                         | Grecia      | Nuova Democrazia                                            | PPE    |
| Edith Müller                           | Germania    | Alleanza 90/I Verdi                                         | GV     |
| Jan Mulder                             | Paesi Bassi | Partito Popolare per la Libertà e la Democrazia             | ELDR   |
| Simon Francis Murphy                   | Regno Unito | Partito Laburista                                           | PSE    |
| Cristiana Muscardini                   | Italia      | Alleanza Nazionale                                          | NI     |
| Christine Mustin-Mayer                 | Francia     | Energia Radicale                                            | ARE    |
| Sebastiano Musumeci                    | Italia      | Alleanza Nazionale                                          | NI     |
| Hartmut Nassauer                       | Germania    | Unione Cristiano-Democratica di Germania                    | PPE    |
| Clive John Needle                      | Regno Unito | Partito Laburista                                           | PSE    |
| Riccardo Nencini                       | Italia      | PSI - AD (PSI)                                              | PSE    |
| Arthur Stanley Newens                  | Regno Unito | Partito Laburista                                           | PSE    |
| Edward Newman                          | Regno Unito | Partito Laburista                                           | PSE    |
| Annemie Neyts-Uyttebroeck              | Belgio      | Liberali e Democratici Fiamminghi                           | ELDR   |
| James Nicholson                        | Regno Unito | Partito Unionista dell'Ulster                               | PPE    |
| Achille Occhetto                       | Italia      | Partito Democratico della Sinistra                          | PSE    |
| Christine Margaret Oddy                | Regno Unito | Partito Laburista                                           | PSE    |
| Ria Oomen-Ruijten                      | Paesi Bassi | Appello Cristiano Democratico                               | PPE    |
| Arie Oostlander                        | Paesi Bassi | Appello Cristiano Democratico                               | PPE    |
| Leoluca Orlando                        | Italia      | La Rete                                                     | GV     |
| Doris Pack                             | Germania    | Unione Cristiano-Democratica di Germania                    | PPE    |
| Aline Pailler                          | Francia     | Partito Comunista Francese                                  | GUE    |
| Ian R.K. Paisley                       | Regno Unito | Partito Unionista Democratico                               | NI     |
| Ana Palacio Vallelersundi              | Spagna      | Partito Popolare                                            | PPE    |
| Stylianos Panagopoulos                 | Grecia      | Movimento Socialista Panellenico                            | PSE    |
| Marco Pannella                         | Italia      | Lista Marco Pannella                                        | ARE    |
| Nikolaos Papakyriazis                  | Grecia      | Movimento Socialista Panellenico                            | PSE    |
| Mihail Papayannakis                    | Grecia      | Coalizione della Sinistra, dei Movimenti e dell'Ecologia    | GUE    |
| Christos Papoutsis                     | Grecia      | Movimento Socialista Panellenico                            | PSE    |
| Gastone Parigi                         | Italia      | Alleanza Nazionale                                          | NI     |
| Eolo Parodi                            | Italia      | Forza Italia                                                | FE     |
| Jean-Claude Pasty                      | Francia     | UDF-RPR (RPR)                                               | ADE    |
| Karla Peijs                            | Paesi Bassi | Appello Cristiano Democratico                               | PPE    |
| Fernando Pérez Royo                    | Spagna      | Partito Socialista Operaio Spagnolo                         | PSE    |
| Roy Perry                              | Regno Unito | Partito Conservatore                                        | PPE    |
| Nicole Péry                            | Francia     | Partito Socialista                                          | PSE    |
| Helwin Peter                           | Germania    | Partito Socialdemocratico di Germania                       | PSE    |
| Luciano Pettinari                      | Italia      | Rifondazione Comunista                                      | GUE    |
| Peter Pex                              | Paesi Bassi | Appello Cristiano Democratico                               | PPE    |
| Willi Piecyk                           | Germania    | Partito Socialdemocratico di Germania                       | PSE    |
| Carlos Pimenta                         | Portogallo  | Partito Social Democratico                                  | ELDR   |
| René-Emile Piquet                      | Francia     | Partito Comunista Francese                                  | GUE    |
| Edouard C.M.P. Des Places              | Francia     | Maggioranza per l'Altra Europa (RPR)                        | EN     |
| Elly Plooij-van Gorsel                 | Paesi Bassi | Partito Popolare per la Libertà e la Democrazia             | ELDR   |
| The Lord Plumb                         | Regno Unito | Partito Conservatore                                        | PPE    |
| Guido Podestà                          | Italia      | Forza Italia                                                | FE     |
| Danilo Poggiolini                      | Italia      | Patto Segni                                                 | PPE    |
| Anne Christine Poisson                 | Francia     | Maggioranza per l'Altra Europa                              | EN     |
| Lydie Polfer                           | Lussemburgo | Partito Democratico                                         | ELDR   |
| Anita Pollack                          | Regno Unito | Partito Laburista                                           | PSE    |
| Alain Pompidou                         | Francia     | UDF-RPR (RPR)                                               | ADE    |
| Josep E. Pons Grau                     | Spagna      | Partito Socialista Operaio Spagnolo                         | PSE    |
| Manuel Porto                           | Portogallo  | Partito Social Democratico                                  | ELDR   |
| Bernd Posselt                          | Germania    | Unione Cristiano-Sociale in Baviera                         | PPE    |
| Hans-Gert Pöttering                    | Germania    | Unione Cristiano-Democratica di Germania                    | PPE    |
| Pierre Pradier                         | Francia     | Energia Radicale                                            | ARE    |
| Bartho Pronk                           | Paesi Bassi | Appello Cristiano Democratico                               | PPE    |
| James L.C. Provan                      | Regno Unito | Partito Conservatore                                        | PPE    |
| Alonso José Puerta                     | Spagna      | Sinistra Unita (IU-IC)                                      | GUE    |
| Maartje van Putten                     | Paesi Bassi | Partito del Lavoro                                          | PSE    |
| Godelieve Quisthoudt-Rowohl            | Germania    | Unione Cristiano-Democratica di Germania                    | PPE    |
| Jean-Pierre Raffarin                   | Francia     | UDF-RPR (UDF/PR)                                            | PPE    |
| Christa Randzio-Plath                  | Germania    | Partito Socialdemocratico di Germania                       | PSE    |
| Bernhard Rapkay                        | Germania    | Partito Socialdemocratico di Germania                       | PSE    |
| Giuseppe Rauti                         | Italia      | Alleanza Nazionale                                          | NI     |
| Imelda Mary Read                       | Regno Unito | Partito Laburista                                           | PSE    |
| Viviane Reding                         | Lussemburgo | Partito Popolare Cristiano Sociale                          | PPE    |
| Encarnación Redondo Jiménez            | Spagna      | Partito Popolare                                            | PPE    |
| Klaus Rehder                           | Germania    | Partito Socialdemocratico di Germania                       | PSE    |
| Sérgio Ribeiro                         | Portogallo  | Coalizione Democratica Unitaria (PCP)                       | GUE    |
| Karin Riis-Jørgensen                   | Danimarca   | Venstre                                                     | ELDR   |
| Günter Rinsche                         | Germania    | Unione Cristiano-Democratica di Germania                    | PPE    |
| Carlo Ripa di Meana                    | Italia      | Federazione dei Verdi                                       | GV     |
| Carlos Robles Piquer                   | Spagna      | Partito Popolare                                            | PPE    |
| Michel Rocard                          | Francia     | Partito Socialista                                          | PSE    |
| Raúl Miguel Rosado Fernandes           | Portogallo  | CDS - Partito Popolare                                      | ADE    |
| Marie-France De Rose                   | Francia     | Maggioranza per l'Altra Europa                              | EN     |
| Claudia Roth                           | Germania    | Alleanza 90/I Verdi                                         | GV     |
| Dagmar Roth-Behrendt                   | Germania    | Partito Socialdemocratico di Germania                       | PSE    |
| Mechtild Rothe                         | Germania    | Partito Socialdemocratico di Germania                       | PSE    |
| Willi Rothley                          | Germania    | Partito Socialdemocratico di Germania                       | PSE    |
| Yiannis Roubatis                       | Grecia      | Movimento Socialista Panellenico                            | PSE    |
| Christian Rovsing                      | Danimarca   | Partito Popolare Conservatore                               | PPE    |
| Giorgio Ruffolo                        | Italia      | Partito Democratico della Sinistra                          | PSE    |
| Luis Sa'                               | Portogallo  | Coalizione Democratica Unitaria (PCP)                       | GUE    |
| André Sainjon                          | Francia     | Energia Radicale                                            | ARE    |
| Dominique Saint-Pierre                 | Francia     | Energia Radicale                                            | ARE    |
| Jannis Sakellariou                     | Germania    | Partito Socialdemocratico di Germania                       | PSE    |
| José Ignacio Salafranca Sánchez-Neyra  | Spagna      | Partito Popolare                                            | PPE    |
| Heinke Salisch                         | Germania    | Partito Socialdemocratico di Germania                       | PSE    |
| Detlev Samland                         | Germania    | Partito Socialdemocratico di Germania                       | PSE    |
| Isidoro Sánchez García                 | Spagna      | Coalizione Nazionalista (Coalizione Canaria)                | ARE    |
| Ulla Margrethe Sandbæk                 | Danimarca   | Movimento di Giugno                                         | EN     |
| Giacomo Santini                        | Italia      | Forza Italia                                                | FE     |
| Francisco Javier Sanz Fernández        | Spagna      | Partito Socialista Operaio Spagnolo                         | PSE    |
| Pavlos Sarlis                          | Grecia      | Nuova Democrazia                                            | PPE    |
| Francisca Sauquillo Pérez Del Arco     | Spagna      | Partito Socialista Operaio Spagnolo                         | PSE    |
| Umberto Scapagnini                     | Italia      | Forza Italia                                                | FE     |
| Axel Schäfer                           | Germania    | Partito Socialdemocratico di Germania                       | PSE    |
| Anne-Marie Schaffner                   | Francia     | UDF-RPR (RPR)                                               | ADE    |
| Edgar Josef Schiedermeier              | Germania    | Unione Cristiano-Sociale in Baviera                         | PPE    |
| Marcel Schlechter                      | Lussemburgo | Partito Operaio Socialista Lussemburghese                   | PSE    |
| Ursula Schleicher                      | Germania    | Unione Cristiano-Sociale in Baviera                         | PPE    |
| Poul Schlüter                          | Danimarca   | Partito Popolare Conservatore                               | PPE    |
| Gerhard Schmid                         | Germania    | Partito Socialdemocratico di Germania                       | PSE    |
| Barbara Schmidbauer                    | Germania    | Partito Socialdemocratico di Germania                       | PSE    |
| Horst Schnellhardt                     | Germania    | Unione Cristiano-Democratica di Germania                    | PPE    |
| Jürgen Schröder                        | Germania    | Unione Cristiano-Democratica di Germania                    | PPE    |
| Elisabeth Schroedter                   | Germania    | Alleanza 90/I Verdi                                         | GV     |
| Martin Schulz                          | Germania    | Partito Socialdemocratico di Germania                       | PSE    |
| Konrad K. Schwaiger                    | Germania    | Unione Cristiano-Democratica di Germania                    | PPE    |
| Barry H. Seal                          | Regno Unito | Partito Laburista                                           | PSE    |
| Carlo Secchi                           | Italia      | Partito Popolare Italiano                                   | PPE    |
| Mariotto Segni                         | Italia      | Patto Segni                                                 | PPE    |
| Françoise Seillier                     | Francia     | Maggioranza per l'Altra Europa                              | EN     |
| Angela Del Carmen Sierra González      | Spagna      | Sinistra Unita                                              | GUE    |
| Brian Simpson                          | Regno Unito | Partito Laburista                                           | PSE    |
| Niels Sindal                           | Danimarca   | Socialdemocratici                                           | PSE    |
| Joaquín Sisó Cruellas                  | Spagna      | Partito Popolare                                            | PPE    |
| Peter Skinner                          | Regno Unito | Partito Laburista                                           | PSE    |
| Alex Smith                             | Regno Unito | Partito Laburista                                           | PSE    |
| João Soares                            | Portogallo  | Partito Socialista                                          | PSE    |
| Irene Barbara Lilia Soltwedel-Schäfer  | Germania    | Alleanza 90/I Verdi                                         | GV     |
| Jan Sonneveld                          | Paesi Bassi | Appello Cristiano Democratico                               | PPE    |
| María Sornosa Martínez                 | Spagna      | Sinistra Unita (IU-IC)                                      | GUE    |
| Dominique F.C. Souchet                 | Francia     | Maggioranza per l'Altra Europa                              | EN     |
| André Soulier                          | Francia     | UDF-RPR (UDF/PR)                                            | PPE    |
| Antoinette Spaak                       | Belgio      | Fronte Democratico dei Francofoni                           | ELDR   |
| Roberto Speciale                       | Italia      | Partito Democratico della Sinistra                          | PSE    |
| Tom Spencer                            | Regno Unito | Partito Conservatore                                        | PPE    |
| Shaun Mark Spiers                      | Regno Unito | Partito Laburista                                           | PSE    |
| Bernard Stasi                          | Francia     | UDF-RPR (UDF/CDS)                                           | PPE    |
| John C.C. Stevens                      | Regno Unito | Partito Conservatore                                        | PPE    |
| Kenneth A. Stewart                     | Regno Unito | Partito Laburista                                           | PSE    |
| Sir Jack Stewart-Clark                 | Regno Unito | Partito Conservatore                                        | PPE    |
| Marie-France Stirbois                  | Francia     | Fronte Nazionale                                            | NI     |
| Ulrich Stockmann                       | Germania    | Partito Socialdemocratico di Germania                       | PSE    |
| Frédéric Striby                        | Francia     | Maggioranza per l'Altra Europa                              | EN     |
| Robert Sturdy                          | Regno Unito | Partito Conservatore                                        | PPE    |
| Antonio Tajani                         | Italia      | Forza Italia                                                | FE     |
| Christof Tannert                       | Germania    | Partito Socialdemocratico di Germania                       | PSE    |
| Bernard R. Tapie                       | Francia     | Energia Radicale                                            | ARE    |
| Michael Tappin                         | Regno Unito | Partito Laburista                                           | PSE    |
| Salvatore Tatarella                    | Italia      | Alleanza Nazionale                                          | NI     |
| Christiane Taubira-Delannon            | Francia     | Energia Radicale                                            | ARE    |
| Wilfried Telkämper                     | Germania    | Alleanza 90/I Verdi                                         | GV     |
| Anna Terrón i Cusí                     | Spagna      | Partito Socialista Operaio Spagnolo                         | PSE    |
| Robin Teverson                         | Regno Unito | LIberal Democratici                                         | ELDR   |
| Diemut Theato                          | Germania    | Unione Cristiano-Democratica di Germania                    | PPE    |
| Ioannis Theonas                        | Grecia      | Partito Comunista di Grecia                                 | GUE    |
| David Edward Thomas                    | Regno Unito | Partito Laburista                                           | PSE    |
| Marianne Thyssen                       | Belgio      | Partito Popolare Cristiano                                  | PPE    |
| Stanislaw Tillich                      | Germania    | Unione Cristiano-Democratica di Germania                    | PPE    |
| Leo C. Tindemans                       | Belgio      | Partito Popolare Cristiano                                  | PPE    |
| Gary Titley                            | Regno Unito | Partito Laburista                                           | PSE    |
| Luisa Todini                           | Italia      | Forza Italia                                                | FE     |
| The Lord John E. Tomlinson             | Regno Unito | Partito Laburista                                           | PSE    |
| Carole Tongue                          | Regno Unito | Partito Laburista                                           | PSE    |
| José Manuel Torres Couto               | Portogallo  | Partito Socialista                                          | PSE    |
| Helena Torres Marques                  | Portogallo  | Partito Socialista                                          | PSE    |
| Antonios Trakatellis                   | Grecia      | Nuova Democrazia                                            | PPE    |
| Catherine Trautmann                    | Francia     | Partito Socialista                                          | PSE    |
| Antonio Michele Trizza                 | Italia      | Alleanza Nazionale                                          | NI     |
| Peter Truscott                         | Regno Unito | Partito Laburista                                           | PSE    |
| Dimitris Tsatsos                       | Grecia      | Movimento Socialista Panellenico                            | PSE    |
| Wolfgang Ullmann                       | Germania    | Alleanza 90/I Verdi                                         | GV     |
| Jaime Valdivielso De Cué               | Spagna      | Partito Popolare                                            | PPE    |
| Joan Vallvé                            | Spagna      | Convergenza e Unione (Convergenza Democratica di Catalogna) | ELDR   |
| José Valverde López                    | Spagna      | Partito Popolare                                            | PPE    |
| Jaak H.-A. Vandemeulebroucke           | Belgio      | Unione Popolare                                             | ARE    |
| Frank Vanhecke                         | Belgio      | Blocco Fiammingo                                            | NI     |
| Anne Van Lancker                       | Belgio      | Partito Socialista Differente                               | PSE    |
| Daniel Varela Suanzes-Carpegna         | Spagna      | Partito Popolare                                            | PPE    |
| Helena M. Vaz Da Silva                 | Portogallo  | Partito Social Democratico                                  | ELDR   |
| Luciano Vecchi                         | Italia      | Partito Democratico della Sinistra                          | PSE    |
| W.G. Van Velzen                        | Paesi Bassi | Appello Cristiano Democratico                               | PPE    |
| Wim Van Velzen                         | Paesi Bassi | Partito del Lavoro                                          | PSE    |
| Josep Verde i Aldea                    | Spagna      | Partito Socialista Operaio Spagnolo                         | PSE    |
| Yves Verwaerde                         | Francia     | UDF-RPR (UDF/PR)                                            | PPE    |
| Guido Viceconte                        | Italia      | Forza Italia                                                | FE     |
| Celia Villalobos Talero                | Spagna      | Partito Popolare                                            | PPE    |
| Philippe de Villiers                   | Francia     | Maggioranza per l'Altra Europa (UDF/PR)                     | EN     |
| Luigi Vinci                            | Italia      | Rifondazione Comunista                                      | GUE    |
| António Vitorino                       | Portogallo  | Partito Socialista                                          | PSE    |
| Leen Van Der Waal                      | Paesi Bassi | SGP - GPV - RPF                                             | EN     |
| Susan A. Waddington                    | Regno Unito | Partito Laburista                                           | PSE    |
| Ralf Walter                            | Germania    | Partito Socialdemocratico di Germania                       | PSE    |
| Sir Graham Watson                      | Regno Unito | Liberal Democratici                                         | ELDR   |
| Mark Francis Watts                     | Regno Unito | Partito Laburista                                           | PSE    |
| Jup Weber                              | Lussemburgo | I Verdi                                                     | GV     |
| Barbara Weiler                         | Germania    | Partito Socialdemocratico di Germania                       | PSE    |
| Rosemarie Wemheuer                     | Germania    | Partito Socialdemocratico di Germania                       | PSE    |
| Norman West                            | Regno Unito | Partito Laburista                                           | PSE    |
| Ian White                              | Regno Unito | Partito Laburista                                           | PSE    |
| Phillip Whitehead                      | Regno Unito | Partito Laburista                                           | PSE    |
| Jan-Kees Wiebenga                      | Paesi Bassi | Partito Popolare per la Libertà e la Democrazia             | ELDR   |
| Jan Marinus Wiersma                    | Paesi Bassi | Partito del Lavoro                                          | PSE    |
| Florus A. Wijsenbeek                   | Paesi Bassi | Partito Popolare per la Libertà e la Democrazia             | ELDR   |
| Frederik A.A. Willockx                 | Belgio      | Partito Socialista Differente                               | PSE    |
| Anthony Joseph (Joe) Wilson            | Regno Unito | Partito Laburista                                           | PSE    |
| Karl Von Wogau                         | Germania    | Unione Cristiano-Democratica di Germania                    | PPE    |
| Friedrich Wolf                         | Germania    | Alleanza 90/I Verdi                                         | GV     |
| Francis Wurtz                          | Francia     | Partito Comunista Francese                                  | GUE    |
| Terence Wynn                           | Regno Unito | Partito Laburista                                           | PSE    |
| Wilmya Zimmermann                      | Germania    | Partito Socialdemocratico di Germania                       | PSE    |

## Modifiche intervenute

### Europarlamentari uscenti e subentranti
| Uscente                       | Entrante                        | Stato       | Lista                                           | Gruppo              | Data       |
| ----------------------------- | ------------------------------- | ----------- | ----------------------------------------------- | ------------------- | ---------- |
| Luis Sa'                      | Honório Novo                    | Portogallo  | Coalizione Democratica Unitaria (PCP)           | GUE                 | 28.09.1994 |
| Lydie Polfer                  | Charles Goerens                 | Lussemburgo | Partito Democratico                             | ELDR                | 25.10.1994 |
| Christos Papoutsis            | Yannos Kranidiotis              | Grecia      | Movimento Socialista Panellenico                | PSE                 | 24.01.1995 |
| Yves A.R. Galland             | Jean-Thomas Nordmann            | Francia     | UDF-RPR (UDF/RAD)                               | ELDR                | 19.05.1995 |
| Jean-Pierre Raffarin          | Jean-Antoine Giansily           | Francia     | UDF-RPR (CNI)                                   | ADE                 | 19.05.1995 |
| Alexander Langer              | Gianni Tamino                   | Italia      | Federazione dei Verdi                           | GV                  | 11.07.1995 |
| Mariotto Segni                | Vincenzo Viola                  | Italia      | Patto Segni                                     | PPE                 | 18.09.1995 |
| Celia Villalobos Talero       | Jorge Salvador Hernández Mollar | Spagna      | Partito Popolare                                | PPE                 | 02.10.1995 |
| João Soares                   | Carlos Candal                   | Portogallo  | Partito Socialista                              | PSE                 | 17.10.1995 |
| Jean Gol                      | Philippe J.F. Monfils           | Belgio      | Partito Riformatore Liberale                    | ELDR                | 25.10.1995 |
| António Vitorino              | Quinídio Correia                | Portogallo  | Partito Socialista                              | PSE                 | 30.10.1995 |
| Manuel F. Monteiro            | Rui Vieira                      | Portogallo  | CDS - Partito Popolare                          | Unione per l'Europa | 31.10.1995 |
| Mercedes De La Merced Monge   | Felipe Camisón Asensio          | Spagna      | Partito Popolare                                | PPE                 | 12.12.1995 |
| Lilli Gyldenkilde             | John Iversen                    | Danimarca   | Partito Popolare Socialista                     | GUE                 | 15.01.1996 |
| Heinke Salisch                | Dietrich Elchlepp               | Germania    | Partito Socialdemocratico di Germania           | PSE                 | 06.02.1996 |
| María Jesús Aramburu del Río  | Abdelkader Mohamed Ali          | Spagna      | Sinistra Unita                                  | GUE                 | 28.03.1996 |
| Marco Pannella                | Olivier Dupuis                  | Italia      | Lista Marco Pannella                            | ARE                 | 30.03.1996 |
| Robert Hersant                | André Fourçans                  | Francia     | UDF-RPR (UDF)                                   | PPE                 | 22.04.1996 |
| Abel Matutes Juan             | José Javier Pomés Ruiz          | Spagna      | Partito Popolare                                | PPE                 | 10.05.1996 |
| Frédérique Bredin             | Marie-Arlette Carlotti          | Francia     | Partito Socialista                              | PSE                 | 20.07.1996 |
| Isidoro Sánchez García        | Alfonso Novo Belenguer          | Spagna      | Coalizione Nazionalista (Unione Valenciana)     | ARE                 | 18.09.1996 |
| Enrico Montesano              | Pasqualina Napoletano           | Italia      | Partito Democratico della Sinistra              | PSE                 | 11.11.1996 |
| Kenneth A. Stewart            | Richard Corbett                 | Regno Unito | Partito Laburista                               | PSE                 | 23.12.1996 |
| Rui Vieira                    | Maria Celeste Cardona           | Portogallo  | CDS - Partito Popolare                          | Unione per l'Europa | 18.01.1997 |
| Bernard Tapie                 | Michel-Ange Scarbonchi          | Francia     | Energia Radicale                                | ARE                 | 05.02.1997 |
| Yannos Kranidiotis            | Anna Karamanou                  | Grecia      | Movimento Socialista Panellenico                | PSE                 | 06.02.1997 |
| René Piquet                   | Jean Querbes                    | Francia     | Partito Comunista Francese                      | GUE                 | 01.05.1997 |
| Catherine Trautmann           | Georges Garot                   | Francia     | Partito Socialista                              | PSE                 | 06.06.1997 |
| Bernard Kouchner              | Marie-Noëlle Lienemann          | Francia     | Partito Socialista                              | PSE                 | 06.06.1997 |
| Pierre Moscovici              | Olivier Duhamel                 | Francia     | Partito Socialista                              | PSE                 | 06.06.1997 |
| Élisabeth Guigou              | Jean-Louis Cottigny             | Francia     | Partito Socialista                              | PSE                 | 06.06.1997 |
| Philippe de Villiers          | Eric Pinel                      | Francia     | Maggioranza per l'Altra Europa                  | EN                  | 17.06.1997 |
| Nicole Péry                   | Marie-José Denys                | Francia     | Partito Socialista                              | PSE                 | 17.07.1997 |
| Jimmy Goldsmith               | Stéphane Buffetaut              | Francia     | Maggioranza per l'Altra Europa                  | EN                  | 20.07.1997 |
| Jack Lang                     | Henri Weber                     | Francia     | Partito Socialista                              | PSE                 | 02.08.1997 |
| Noël Mamère                   | Henri de Lassus Saint-Geniès    | Francia     | Energia Radicale                                | ARE                 | 13.08.1997 |
| Christian Jacob               | Pierre Lataillade               | Francia     | UDF-RPR (RPR)                                   | Unione per l'Europa | 02.09.1997 |
| Leen Van Der Waal             | Rijk Van Dam                    | Paesi Bassi | SGP - GPV - RPF                                 | EN                  | 02.09.1997 |
| Henri Weber                   | Marie-Thérèse Mutin             | Francia     | Partito Socialista                              | PSE                 | 18.09.1997 |
| Dominique Baudis              | Roger Karoutchi                 | Francia     | UDF-RPR (RPR)                                   | Unione per l'Europa | 03.10.1997 |
| Siegbert Alber                | Rainer Wieland                  | Germania    | Unione Cristiano-Democratica di Germania        | PPE                 | 10.10.1997 |
| Bernard Stasi                 | Bernard Lehideux                | Francia     | UDF-RPR (UDF)                                   | PPE                 | 25.04.1998 |
| Raymonde M.E.A. Dury          | Claude A.F. Delcroix            | Belgio      | Partito Socialista                              | PSE                 | 01.05.1998 |
| Spalato Bellerè               | Luciano Schifone                | Italia      | Alleanza Nazionale                              | NI                  | 06.05.1998 |
| Norman West                   | Linda McAvan                    | Regno Unito | Partito Laburista                               | PSE                 | 12.05.1998 |
| Francisco António Lucas Pires | José Mendes Bota                | Portogallo  | Partito Social Democratico                      | PPE                 | 08.06.1998 |
| Gijs M. De Vries              | Robert Jan Goedbloed            | Paesi Bassi | Partito Popolare per la Libertà e la Democrazia | ELDR                | 01.09.1998 |
| Nel B.M. Van Dijk             | Joost Lagendijk                 | Paesi Bassi | Sinistra Verde                                  | GV                  | 01.09.1998 |
| António Capucho               | Carlos Coelho                   | Portogallo  | Partito Social Democratico                      | PPE                 | 15.09.1998 |
| José Apolinário               | Elisa Maria Damião              | Portogallo  | Partito Socialista                              | PSE                 | 03.10.1998 |
| Alfonso Novo Belenguer        | Manuel Escola Hernando          | Spagna      | Coalizione Nazionalista (Partito Aragonese)     | ARE                 | 08.10.1998 |
| Jaak H.-A. Vandemeulebroucke  | Nelly Maes                      | Belgio      | Unione Popolare                                 | ARE                 | 16.10.1998 |
| Giampaolo D'Andrea            | Giuseppe Mottola                | Italia      | Partito Popolare Italiano                       | PPE                 | 11.11.1998 |
| Achille Occhetto              | Gaetano Carrozzo                | Italia      | Partito Democratico della Sinistra (DS)         | PSE                 | 11.11.1998 |
| Claudia Roth                  | Ozan Ceyhun                     | Germania    | Alleanza 90/I Verdi                             | GV                  | 23.11.1998 |
| Allan Macartney               | Ian Hudghton                    | Regno Unito | Partito Nazionale Scozzese                      | ARE                 | 30.11.1998 |
| Josu Jon Imaz San Miguel      | José Domingo Posada González    | Spagna      | Coalizione Nazionalista (Coalizione Galiziana)  | ARE                 | 21.01.1999 |
| Carmen Díez de Rivera Icaza   | Carlos María Bru Purón          | Spagna      | Partito Socialista Operaio Spagnolo             | PSE                 | 04.02.1999 |
| Fernando Morán López          | Juan De Dios Ramírez Heredia    | Spagna      | Partito Socialista Operaio Spagnolo             | PSE                 | 09.04.1999 |
| Marlies Mosiek-Urbahn         | Michael Gahler                  | Germania    | Unione Cristiano-Democratica di Germania        | PPE                 | 23.04.1999 |

### Modifiche intervenute per effetto dell'allargamento dell'Unione europea

#### Austria
| Europarlamentare           | Lista                               | Gruppo | Nota |
| -------------------------- | ----------------------------------- | ------ | ---- |
| Maria Berger               | Partito Socialdemocratico d'Austria | PSE    | E    |
| Herbert Bösch              | Partito Socialdemocratico d'Austria | PSE    | D/E  |
| Irene Crepaz               | Partito Socialdemocratico d'Austria | PSE    | D    |
| Harald Ettl                | Partito Socialdemocratico d'Austria | PSE    | E    |
| Erich Farthofer            | Partito Socialdemocratico d'Austria | PSE    | D    |
| Marialiese Flemming        | Partito Popolare Austriaco          | PPE    | E    |
| Friedhelm Frischenschlager | Forum Liberale                      | ELDR   | E    |
| Gerfrid Gaigg              | Partito Popolare Austriaco          | PPE    | D    |
| Ilona Graenitz             | Partito Socialdemocratico d'Austria | PSE    | D/E  |
| Martina Gredler            | Forum Liberale                      | ELDR   | D    |
| Karl Habsburg-Lothringen   | Partito Popolare Austriaco          | PPE    | E    |
| Gerhard Hager              | Partito della Libertà Austriaco     | NI     | E    |
| Hilde Hawlicek             | Partito Socialdemocratico d'Austria | PSE    | D/E  |
| Elisabeth Hlavac           | Partito Socialdemocratico d'Austria | PSE    | D    |
| Wolfgang Jung              | Partito della Libertà Austriaco     | NI     | D*   |
| Friedrich König            | Partito Popolare Austriaco          | PPE    | D    |
| Albrecht Karl Konecny      | Partito Socialdemocratico d'Austria | PSE    | D*   |
| Hans Kronberger            | Partito della Libertà Austriaco     | NI     | E    |
| Franz Linser               | Partito della Libertà Austriaco     | NI     | D*/E |
| Milan Linzer               | Partito Popolare Austriaco          | PPE    | D    |
| Klaus Lukas                | Partito della Libertà Austriaco     | NI     | D*/E |
| Erhard Meier               | Partito Socialdemocratico d'Austria | PSE    | D    |
| Wolfgang Nußbaumer         | Partito della Libertà Austriaco     | NI     | D    |
| Hubert Pirker              | Partito Popolare Austriaco          | PPE    | E    |
| Walter Posch               | Partito Socialdemocratico d'Austria | PSE    | D    |
| Reinhard Rack              | Partito Popolare Austriaco          | PPE    | D/E  |
| Daniela Raschhofer         | Partito della Libertà Austriaco     | NI     | E    |
| Mathias Reichhold          | Partito della Libertà Austriaco     | NI     | D    |
| Susanne Riess-Passer       | Partito della Libertà Austriaco     | NI     | D    |
| Paul Rübig                 | Partito Popolare Austriaco          | PPE    | D*/E |
| Agnes Schierhuber          | Partito Popolare Austriaco          | PPE    | D/E  |
| Erich Schreiner            | Partito della Libertà Austriaco     | NI     | D    |
| Karl Schweitzer            | Partito della Libertà Austriaco     | NI     | D    |
| Peter Sichrovsky           | Partito della Libertà Austriaco     | NI     | E    |
| Michael Spindelegger       | Partito Popolare Austriaco          | PPE    | D    |
| Ursula Stenzel             | Partito Popolare Austriaco          | PPE    | E    |
| Hannes Swoboda             | Partito Socialdemocratico d'Austria | PSE    | E    |
| Johannes Voggenhuber       | I Verdi                             | GV     | D/E  |

#### Finlandia
| Europarlamentare           | Lista                                | Gruppo | Nota |
| -------------------------- | ------------------------------------ | ------ | ---- |
| Sirkka-Liisa Anttila       | Partito di Centro Finlandese         | ELDR   | E    |
| Jörn Johan Donner          | Partito Socialdemocratico Finlandese | PSE    | E    |
| Heidi Hautala              | Lega Verde                           | GV     | D/E  |
| Ulpu Iivari                | Partito Socialdemocratico Finlandese | PSE    | D    |
| Raimo Ilaskivi             | Partito di Coalizione Nazionale      | PPE    | E    |
| Inna Ilivitzky             | Alleanza di Sinistra                 | GUE    | E*   |
| Timo Juhani Järvilahti     | Partito di Centro Finlandese         | ELDR   | D    |
| Riitta Jouppila            | Partito di Coalizione Nazionale      | PPE    | D    |
| Ritva Tellervo Laurila     | Partito di Coalizione Nazionale      | PPE    | D/E* |
| Marjo Matikainen-Kallström | Partito di Coalizione Nazionale      | PPE    | E    |
| Riitta Myller              | Partito Socialdemocratico Finlandese | PSE    | D/E  |
| Outi Ojala                 | Alleanza di Sinistra                 | GUE    | E    |
| Jyrki Otila                | Partito di Coalizione Nazionale      | PPE    | E    |
| Saara-Maria Paakkinen      | Partito Socialdemocratico Finlandese | PSE    | D    |
| Reino Paasilinna           | Partito Socialdemocratico Finlandese | PSE    | E    |
| Pertti Paasio              | Partito Socialdemocratico Finlandese | PSE    | E    |
| Seppo Viljo Pelttari       | Partito di Centro Finlandese         | ELDR   | D    |
| Kirsi Katariina Piha       | Partito di Coalizione Nazionale      | PPE    | E    |
| Samuli Pohjamo             | Partito di Centro Finlandese         | ELDR   | E*   |
| Elisabeth Rehn             | Partito Popolare Svedese             | ELDR   | D    |
| Olli Rehn                  | Partito di Centro Finlandese         | ELDR   | D    |
| Mikko Rönnholm             | Partito Socialdemocratico Finlandese | PSE    | D    |
| Pirjo Rusanen              | Partito di Coalizione Nazionale      | PPE    | D    |
| Mirja Ryynänen             | Partito di Centro Finlandese         | ELDR   | D/E  |
| Esko Seppänen              | Alleanza di Sinistra                 | GUE    | E    |
| Marjatta Stenius-Kaukonen  | Alleanza di Sinistra                 | GUE    | D    |
| Astrid Thors               | Partito Popolare Svedese             | ELDR   | E    |
| Kyösti Toivonen            | Partito di Coalizione Nazionale      | PPE    | D    |
| Paavo Väyrynen             | Partito di Centro Finlandese         | ELDR   | D/E  |
| Kyösti Virrankoski         | Partito di Centro Finlandese         | ELDR   | E    |

#### Svezia
| Europarlamentare         | Lista                                              | Gruppo | Nota |
| ------------------------ | -------------------------------------------------- | ------ | ---- |
| Birgitta Ahlqvist        | Partito Socialdemocratico dei Lavoratori di Svezia | PSE    | D/E  |
| Axel Andersson           | Partito Socialdemocratico dei Lavoratori di Svezia | PSE    | D    |
| Jan Andersson            | Partito Socialdemocratico dei Lavoratori di Svezia | PSE    | D/E  |
| Staffan Burenstam Linder | Partito Moderato                                   | PPE    | E    |
| Gunilla Carlsson         | Partito Moderato                                   | PPE    | E    |
| Hadar Cars               | Partito Popolare Liberale                          | ELDR   | D/E  |
| Charlotte Cederschiöld   | Partito Moderato                                   | PPE    | D/E  |
| Marianne Eriksson        | Partito della Sinistra                             | GUE    | E    |
| Karin Falkmer            | Partito Moderato                                   | PPE    | D    |
| Reynoldh Furustrand      | Partito Socialdemocratico dei Lavoratori di Svezia | PSE    | D    |
| Per Gahrton              | Partito Ambientalista i Verdi                      | GV     | D/E  |
| Holger Gustafsson        | Partito Sociale Cristiano-Democratico              | PPE    | D    |
| Ulf Holm                 | Partito Ambientalista i Verdi                      | GV     | E    |
| Anneli Hulthén           | Partito Socialdemocratico dei Lavoratori di Svezia | PSE    | E    |
| Bengt Hurtig             | Partito della Sinistra                             | GUE    | D    |
| Inga-Britt Johansson     | Partito Socialdemocratico dei Lavoratori di Svezia | PSE    | D    |
| Malou Lindholm           | Partito Ambientalista i Verdi                      | GV     | E    |
| Hans Lindqvist           | Partito di Centro                                  | ELDR   | E    |
| Maj-Lis Lööw             | Partito Socialdemocratico dei Lavoratori di Svezia | PSE    | D/E  |
| Karl Erik Olsson         | Partito di Centro                                  | ELDR   | D/E  |
| Veronica Palm            | Partito Socialdemocratico dei Lavoratori di Svezia | PSE    | E*   |
| Kristina Persson         | Partito Socialdemocratico dei Lavoratori di Svezia | PSE    | D    |
| Bengt-Ola Ryttar         | Partito Socialdemocratico dei Lavoratori di Svezia | PSE    | D    |
| Yvonne Sandberg-Fries    | Partito Socialdemocratico dei Lavoratori di Svezia | PSE    | D/E* |
| Inger Schörling          | Partito Ambientalista i Verdi                      | GV     | E    |
| Jonas Sjöstedt           | Partito della Sinistra                             | GUE    | E    |
| Karin Starrin            | Partito di Centro                                  | ELDR   | D    |
| Per Stenmarck            | Partito Moderato                                   | PPE    | D/E  |
| Jörn Svensson            | Partito della Sinistra                             | GUE    | E    |
| Maj Britt Theorin        | Partito Socialdemocratico dei Lavoratori di Svezia | PSE    | D/E  |
| Margaretha af Ugglas     | Partito Moderato                                   | PPE    | D    |
| Ivar Virgin              | Partito Moderato                                   | PPE    | D/E  |
| Tommy Waidelich          | Partito Socialdemocratico dei Lavoratori di Svezia | PSE    | D/E  |
| Sören Wibe               | Partito Socialdemocratico dei Lavoratori di Svezia | PSE    | E    |